# 869
Năm 869 là một năm trong lịch Julius.